# Adelphaton
Un adelphaton est dans l'Empire byzantin une « confrérie » dans un monastère, qui procure au membre (adelphatarios) une pension à vie (sitèrésion). Il est accordé en échange d'un don en biens fonciers ou en espèces (100 nomismata est le taux en vigueur au XIVe siècle) et garanti par un contrat entre le monastère et le bénéficiaire. Il peut aussi être donné par le patron d'un monastère. Il y a deux catégories d'adelphatarioi, les esomonitai, qui entrent dans la communauté monastique, et les exomonitai, qui continuent à vivre en dehors d'elle. L'institution est attestée à partir du XIe siècle et rencontre une certaine opposition en raison des risques de simonie qu'elle présente et de l'absence d'engagement dans la vie monastique. Des tentatives sont donc faites pour la restreindre aux esomonitai, pour la rendre non transmissible par héritage, voire pour l'interdire.